# 六甲山スノーパーク
六甲山スノーパーク（ろっこうさんスノーパーク）は、兵庫県神戸市の六甲山上にある人工スキー場。1964年1月22日より六甲山カンツリーハウスの施設内で営業が開始された。阪急阪神ホールディングス傘下の阪神電気鉄道子会社の六甲山観光株式会社が運営している。
開場当初から、日本で初めて人工雪のスキー場としてオープンしたことから、「六甲山人工スキー場」という名称で親しまれたが、2014年の開場50周年を迎えるにあたり、スキー、スノーボードなどの、雪上スポーツ全般を楽しめるようにということで、「六甲山スノーパーク」にリニューアルをした。

## 営業日時
- 期間 - 概ね12月上旬から翌年3月上旬まで（2021-22シーズンは12月4日 - 3月6日(予定)）、期間中無休
- 時間 - （2021-22シーズン）
  - 平日（土日祝扱い日を除く）、12/4、12/31、1/1は9：00～17：00
  - 土日祝（12/4、12/31、1/1を除く）は9 : 00～20 : 00
  - 1/9、10、30・2/6、11、12は早開け営業8:00～20:00。
  - ただし、雪ゾリ・雪あそびは全日9:00–17:00。

## ゲレンデ
- リフト本数 - 3本
- リフト総延長 - 540メートル（m）
- ムービングベルト本数 - 1本
- ムービングベルト総延長 - 60 m
- 最長滑走距離 - 260 m
- 総コース数 - 3コース

（初心者コース・中上級者コース）
- 最大斜度 - 20度
- 標高トップ - 855 m
- 標高ボトム - 813 m
- コース難易度 - 初級72%・中級28%・上級0%
- 積雪の種類 - 人工造雪・人工降雪・自然降雪
- 人工造雪機 - IMS（アイス・メイキング・システム）1台
- 人工降雪機 - スノーファン4台
- スノーボード - 全面滑走可

## 施設
- スノーランド（雪ゾリ・雪あそび専用ゲレンデ）
- スクール（スキー・ボード）、レンタルショップ、キッズルーム
- レストラン「アルペンローゼ」
- レストラン「カンツリーグリル」（繁忙期のみ）
- レストハウス「ノースポイント」（繁忙期のみ）
- ショップ「グリーンリーフ」（スノーランド休場中の営業なし）

## 所在地
- 〒657-0101 兵庫県神戸市灘区六甲山町北六甲4512-98

## 交通アクセス
- 六甲ケーブル「六甲山上駅」から、六甲山上バス「六甲山スノーパーク」下車すぐ